# Rosenthal (Peine)
Rosenthal ist eine zur Stadt Peine gehörende Ortschaft im Landkreis Peine in Niedersachsen. Durch den Ort verläuft die Bundesstraße 494.

## Geschichte
Die Gründung Rosenthals geht laut der Hildesheimer Chronik auf Bischof Konrad II. zurück, der 1240 Stadt und Burg Rosenthal errichtet und befestigt habe. Nach wenigen Jahren wurde die Burg 1255 eingenommen und zerstört, als Albrecht I. von Braunschweig-Lüneburg gegen Wolfenbüttel und Hildesheim – nun unter Bischof Heinrich I. – kämpfte. Rosenthal sollte schließlich unter Hildesheimer Herrschaft bleiben, aufgrund der starken Burg Peine war ein Wiederaufbau der Burg Rosenthal jedoch nicht mehr nötig. Somit fiel der Ort wieder auf Dorfstatus zurück. In der Folge entstand an der Stelle der Burg ein Rittergut, dessen historistisches Herrenhaus nach Plänen von Christian Heinrich Tramm errichtet wurde. Es befindet sich im Besitz der Freiherren von Schütz zu Holzhausen.
Die Kirche wurde 1890 nach Plänen von Conrad Wilhelm Hase erbaut.
Am 1. März 1974 wurde Rosenthal in die Kreisstadt Peine eingegliedert.

## Politik

### Ortsrat
Der Ortsrat, der Rosenthal vertritt, setzt sich aus fünf Mitgliedern zusammen. Die Ratsmitglieder werden durch eine Kommunalwahl für jeweils fünf Jahre gewählt.
Bei der Kommunalwahl 2021 ergab sich folgende Sitzverteilung:
| Ortsrat 2021Insgesamt 5 Sitze - SPD: 3 - CDU: 2 |

### Ortsbürgermeister
Ortsbürgermeister ist Dietmar Meyer (SPD).

### Wappen
Das Wappen zeigt auf einem goldenen Schild mit grün geteiltem Schildfuß zwei rote Rosen mit grünen Stängeln. Zwischen den Rosen ist unterhalb der nach innen zeigenden Rosenknospentriebe ein schwarzsilberner Maikäfer mit ausgebreiteten Flügeln zu sehen. Die Rosen und der Einschnitt zwischen den beiden angedeuteten grünen Hügeln im Schildfuß stellen den Ortsnamen bildlich dar. Der Käfer im Wappen symbolisiert den Spitznamen der Dorfbewohner.
Das Wappen wurde am 11. September 1962 vom Gemeinderat beschlossen, der Entwurf stammt von Conrad Schadinsky.

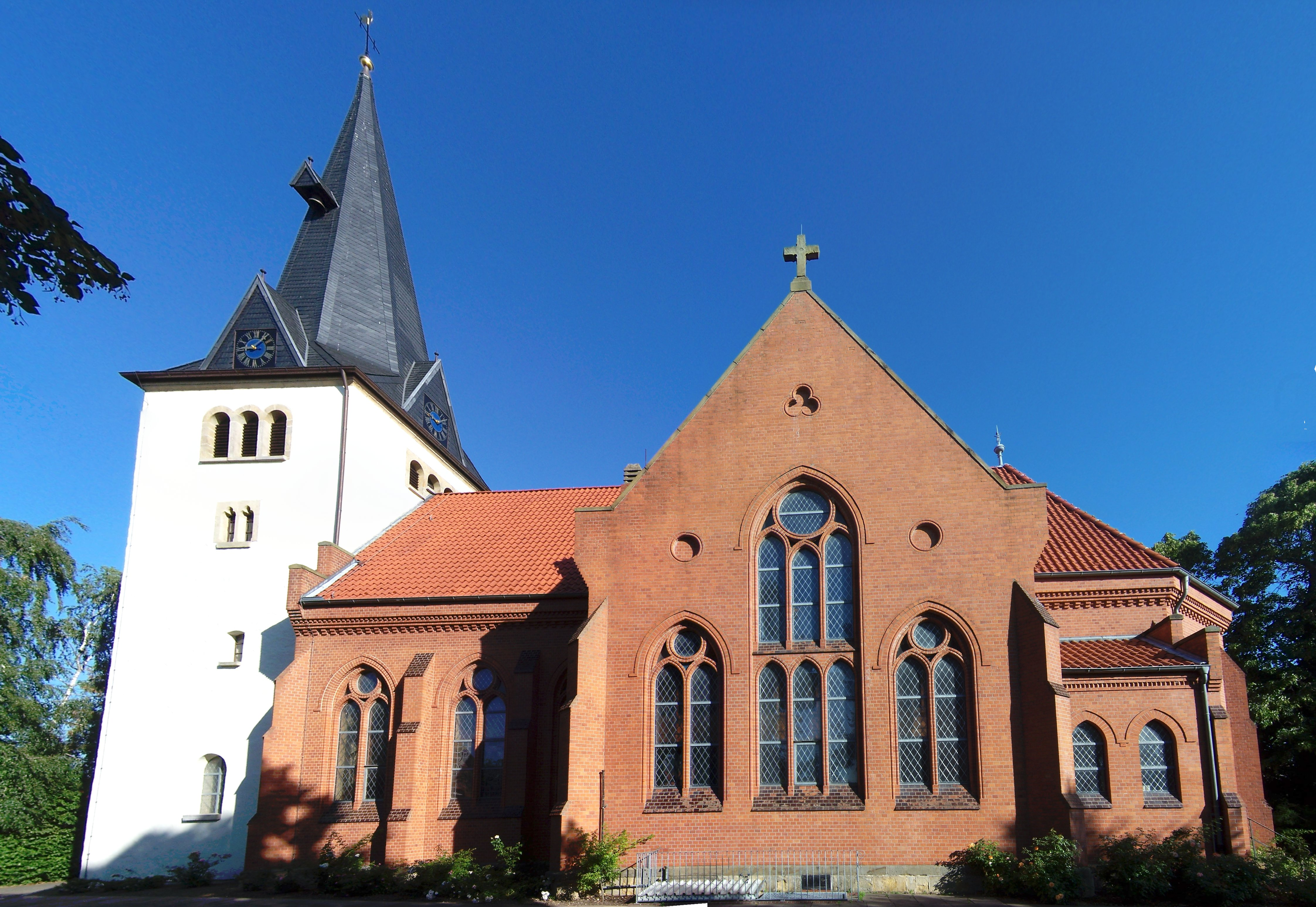
Rosenthaler Kirche von Süden
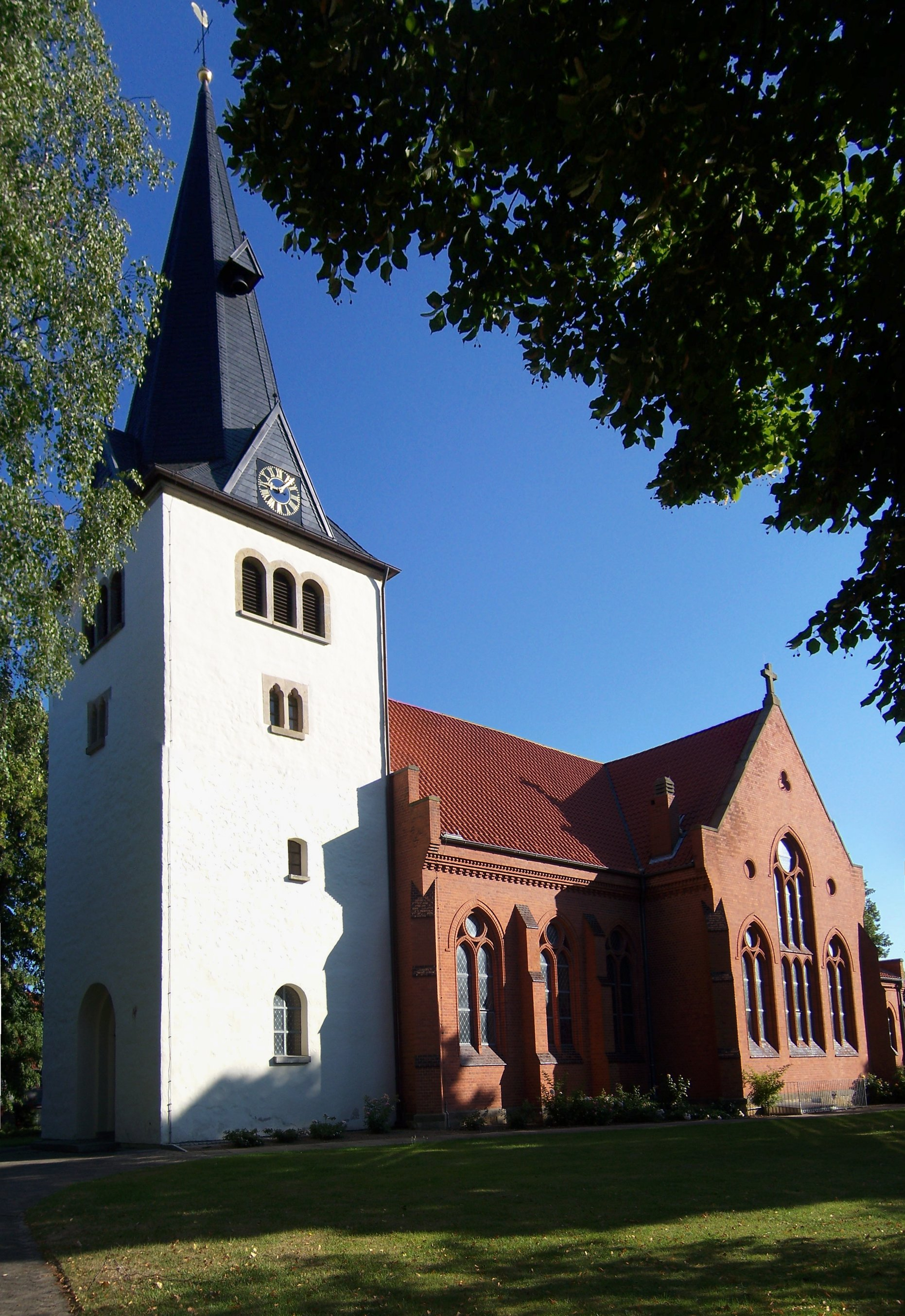
Rosenthaler Kirche von Südwesten